# Sint-Servatiuskerk (Wijbosch)

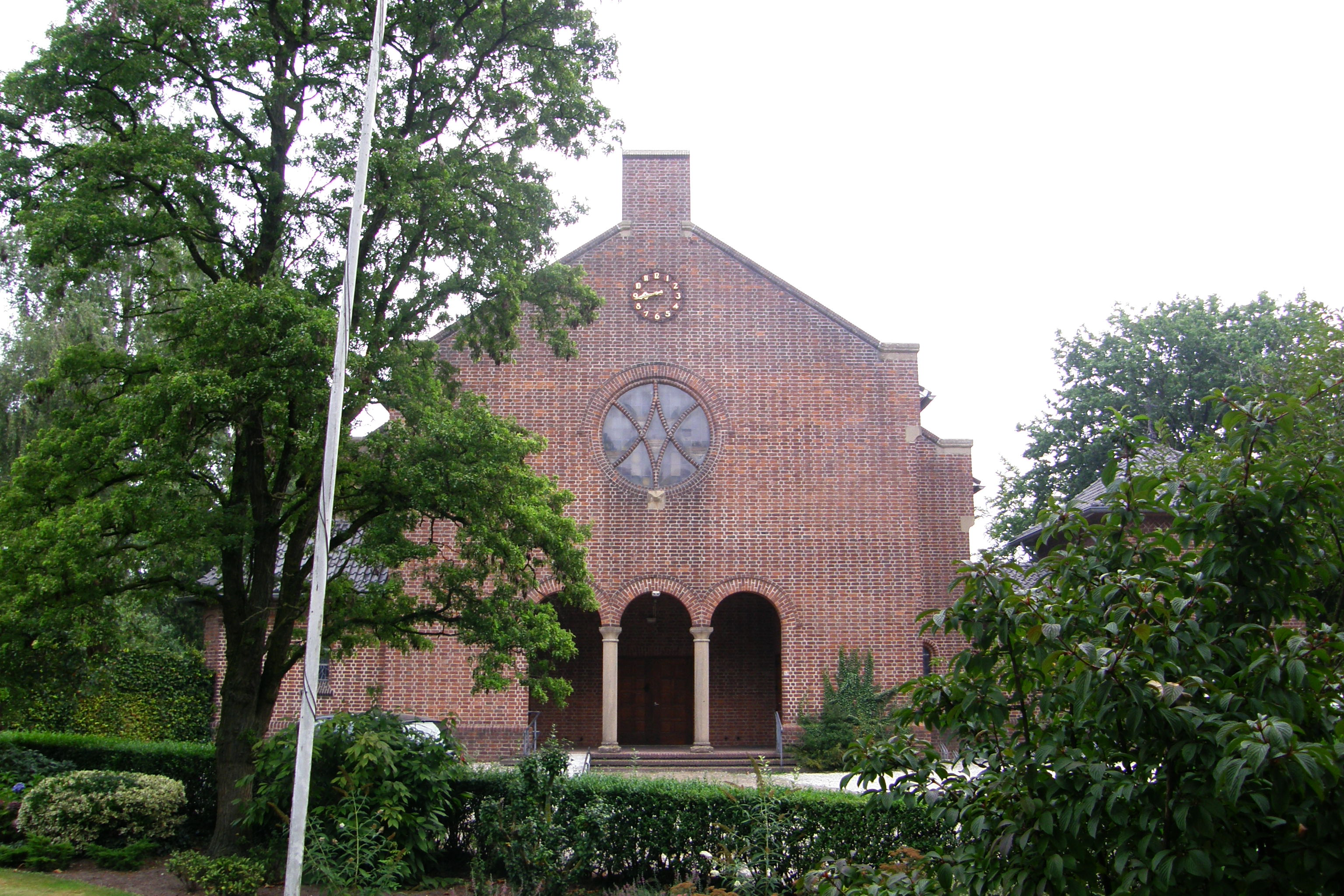
Sint-Servatiuskerk

De Sint-Servatiuskerk is de voormalige parochiekerk van de tot de Noord-Brabantse gemeente Meierijstad behorende plaats Wijbosch. De kerk is gelegen aan de Monseigneur van de Venstraat 28.

## Geschiedenis
Van omstreeks 1428 tot 1850 heeft in Wijbosch een kapel van Sint-Antonius Abt bestaan waarin ook wel missen werden opgedragen door een rector. Dit was een eenbeukig gebouwtje met aan de oost- en westzijde een trapgevel. In 1648 werd het buiten gebruik genomen en is een tijd als woning gebruikt. In de Napoleontische tijd kwam de kapel weer aan de katholieken. In 1836 waaide het torentje van het dak en in 1850 werd de kapel gesloopt, nadat de restanten ervan aan de gemeente waren verkocht.
De parochie van Wijbosch bestaat sinds 1884 en werd gesticht vanuit de Sint-Servatiusparochie te Schijndel. Ze kreeg toen een driebeukige neogotische kruiskerk. De architect van de toenmalige Sint-Servatiuskerk was Peter Bekkers. Voordien kerkte de Wijbossche bevolking te Schijndel. 
De kerk van Wijbosch werd tijdens de Tweede Wereldoorlog in 1944 verwoest, en in 1952 kwam de huidige kerk gereed. De klokken waren door de bezetters geroofd, inclusief het Antoniusklokje dat eens in de kapel heeft gehangen.
De architect van de nieuwe Sint-Servatiuskerk was Johannes van Halteren. Het is een bakstenen kruiskerk zonder toren, die neoromaanse stijlelementen bezit.